# FC Cienfuegos
FC Cienfuegos – kubański klub piłkarski z siedzibą w Cienfuegos, występujący w Campeonato Nacional de Fútbol de Cuba (najwyższej klasie rozgrywkowej swego kraju).

## Sukcesy
- 5–krotny mistrz Kuby (1985, 1990/1991, 2007/2008, 2008/2009, 2023)[1].
- 4–krotny wicemistrz Kuby (1982, 1984, 1996, 2015)[1].